# Odpowiedzialność zbiorowa
Odpowiedzialność zbiorowa (znana również jako wina zbiorowa) – praktyka społeczna i orzecznicza obciążania odpowiedzialnością całych organizacji, grup, stowarzyszeń i społeczności za przewinienia jednostek.

## Charakterystyka

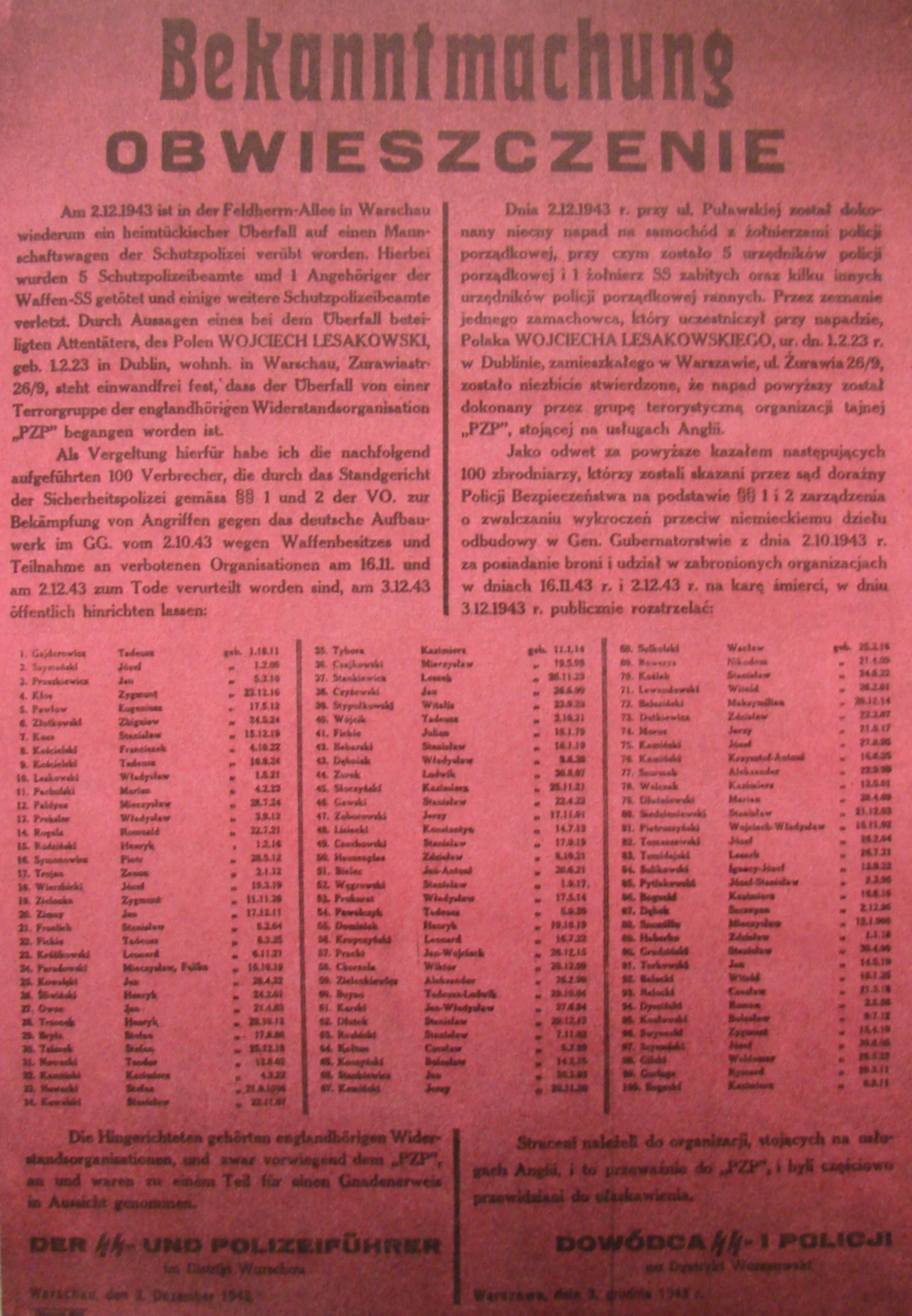
Obwieszczenie władz informujące o rozstrzelaniu 100 przypadkowych przechodniów pojmanych podczas łapanki na ulicach Warszawy, 1943 r.

Odpowiedzialność zbiorowa w postaci kar zbiorowych jest często stosowana jako środek dyscyplinarny w instytucjach zamkniętych, m.in. szkoły (karanie całej klasy za działania jednego znanego lub nieznanego ucznia), jednostki wojskowe, więzienia (dla nieletnich i dorosłych), zakłady psychiatryczne itp. Skuteczność i surowość tego środka może się znacznie różnić, ale często rodzi nieufność i izolacje wśród członków grupy. 
Z historycznego punktu widzenia kara zbiorowa jest przejawem tendencji autorytarnych w instytucji lub w jej rodzimym społeczeństwie. Przykładem oficjalnie usankcjonowanej odpowiedzialności zbiorowej były rozstrzeliwania przypadkowo wyłapywanych grup ludzi za zamachy dokonywane na funkcjonariuszach III Rzeszy przez podziemny ruch oporu w miastach i wsiach na terenach okupowanej Polski (Sippenhaft). Do rozstrzeliwań zbiorowych „winnych” dochodziło często na podstawie decyzji dowódcy lokalnego oddziału wojsk niemieckich, czasem jednak była to zbrodnia sądowa – jak w przypadku egzekucji w Molkowym Rowie w Inowłodzu.